# 奥丹恰特拉姆
奥丹恰特拉姆（Oddanchatram），是印度泰米尔纳德邦Dindigul县的一个城镇。总人口24135（2001年）。

## 人口
该地2001年总人口24135人，其中男性12164人，女性11971人；0—6岁人口2293人，其中男1145人，女1148人；识字率69.12%，其中男性为76.01%，女性为62.13%。